# Propuesta de adelanto de elecciones generales de Perú de 2026 a 2024
La propuesta de adelanto de elecciones generales de Perú de 2026 a 2024 es una reforma constitucional que fue propuesta el 12 de diciembre de 2022, minutos después de la medianoche, por la presidenta del Perú Dina Boluarte.
El 20 de diciembre, horas después aprobar la reconsideración de la votación del 16 de diciembre, el Congreso peruano aprobó en primera votación el proyecto con una mayoría calificada. Requerirá una segunda votación en la próxima legislatura con una nueva supermayoría o su ratificación mediante referéndum para su aprobación definitiva.

## Antecedentes

### Adelanto electoral de 2000
Alberto Fujimori asumió como presidente del Perú por tercera vez el 28 de julio de 2000, en medio de protestas de la Marcha de los Cuatro Suyos por el rechazo a la fraudulenta reelección. Tras la difusión del primer vladivideo en septiembre de 2000, donde se observaba al asesor presidencial Vladimiro Montesinos comprando el apoyo de un parlamentario de la oposición, Fujimori anunció la realización de nuevas elecciones generales, tanto para la elección de un presidente como de un nuevo congreso de la República.
El Congreso, todavía de mayoría fujimorista, aprobó en octubre de 2000 una reforma constitucional para impedir la reelección presidencial. De la misma manera, se incorporaron dos disposiciones transitorias especiales a la Constitución para que el presidente, los vicepresidentes y los congresistas elegidos en las elecciones generales de 2000 concluyan su mandato el 28 de julio de 2001. Al mes siguiente, se aprobó en segunda votación las reformas constitucionales sobre la reelección y se incorporaron las disposiciones transitorias.
No obstante, tras la huida de Alberto Fujimori a Tokio y su renuncia mediante un controvertido fax a la presidencia de la república, el Congreso (ahora dominado por la oposición) rechazó su renuncia y lo destituyó por «incapacidad moral permanente». Tras la renuncia de los vicepresidentes Francisco Tudela y Ricardo Márquez, el nuevo presidente del Congreso Valentín Paniagua asumió la Presidencia de la República y convocó a elecciones generales.

### Propuesta de adelanto electoral de 2019
El 28 de julio de 2019, Martín Vizcarra dirigió su mensaje a la nación con motivo de Fiestas Patrias; en este, anunció la presentación de un proyecto de ley de reforma constitucional para adelantar las elecciones de 2021 a abril de 2020. El 31 de julio de 2019, el presidente Martín Vizcarra y el presidente del Consejo de Ministros Salvador del Solar enviaron al Congreso el proyecto de ley.
El 26 de septiembre la Comisión de Constitución debatió y decidió archivar el proyecto del Ejecutivo, con votos de las bancadas opositoras de Fuerza Popular, Partido Aprista Peruano, Contigo, Acción Republicana y Cambio 21. En el dictamen, la Comisión de Constitución consideró la «imposibilidad de someter a referéndum una propuesta per se inconstitucional». Unos días después, Vizcarra disolvió el Congreso y convocó a elecciones parlamentarias anticipadas.

## Propuestas

### Propuesta del Poder Ejecutivo
El mismo 12 de diciembre, la presidenta Boluarte envió con carácter de urgencia el proyecto de ley de reforma constitucional, que disponía la agregación de una nueva disposición transitoria al texto de la Constitución:
Cuarta. La presidenta de la República, actualmente en funciones, elegida en las Elecciones Generales de 2021, concluye su mandato el 28 de julio del 2024. Las y los congresistas y representantes ante el Parlamento Andino elegidos en las Elecciones Generales 2021 culminan su representación el 26 de julio de 2024. No son de aplicación para ellos, por excepción, los plazos establecidos en los artículos 90 y 112 de la Constitución Política.
El 14 de diciembre se realizaron dos plenos con la participación del JNE, la ONPE y el Reniec como respuesta al requerimiento hecho por el Congreso.

### Primera propuesta de la Comisión de Constitución
Cerca de las 2 de la tarde del 16 de diciembre, se sometió a votación el texto propuesto por el titular de la Comisión de Constitución, Hernando Guerra García (Fuerza Popular), que reza lo siguiente:
Cuarta.- La presidenta de la República en funciones, convoca a elecciones generales, las que se llevan a cabo en el mes de diciembre de 2023. Concluye su mandato el 30 de abril de 2024. Los congresistas y representantes ante el Parlamento Andino elegidos en las Elecciones Generales 2021, culminan su representación el 28 de abril de 2024. No son de aplicación para ellos, por excepción, los plazos establecidos en los artículos 90, 112 y 116 de la Constitución Política.
El Congreso rechazó el proyecto de adelanto de elecciones a diciembre de 2023 con 49 votos a favor, 33 en contra y 25 abstenciones. El proyecto solo recibió los votos a favor mayoritariamente de Fuerza Popular y Alianza para el Progreso, con Avanza País, Renovación Popular, Acción Popular y Somos Perú votando en contra o en abstención. Durante la votación, parlamentarios de Perú Libre, Bloque Magisterial, Cambio Democrático, Perú Democrático y Perú Bicentenario se negaron a participar e interrumpieron en el pleno exigiendo su proyecto de asamblea constituyente. Una de los congresistas que interrumpieron, Silvana Robles, insistió en incluir el proyecto de asamblea constituyente por el «dictamen mafioso que pretendió aprobar el fujimorismo». Susel Paredes, promotora del proyecto, condenó el comportamiento y que «el pueblo juzgará a la izquierda».
En consecuencia, este proyecto de ley no consiguió la supermayoría de 87 votos para la aprobación parlamentaria de la reforma constitucional, ni la mayoría absoluta de 66 votos para su aprobación mediante referéndum. Al acabar la sesión, se solicitó la reconsideración de la votación.

### Segunda propuesta de la Comisión de Constitución
El 20 de diciembre, tras el rechazo de la primera propuesta y el intento fallido de una votación a su favor, Hernando Guerra García (Fuerza Popular), presentó una nueva propuesta de adelanto electoral, en términos similares a la propuesta del Poder Ejecutivo:
Cuarta.- La Presidenta de la República actualmente en funciones, convoca a elecciones generales, las que se llevan a cabo en abril de 2024. Concluye su mandato el 28 de julio de 2024. Los congresistas de la República y representantes ante el Parlamento Andino elegidos en las Elecciones Generales 2021, culminan su representación el 26 de julio de 2024. No son de aplicación para ellos, por excepción, los plazos establecidos en los artículos 90 y 112 de la Constitución Política.
Este nuevo texto fue sometido a votación, obteniendo 93 votos a favor, 30 en contra y 1 abstención. La mayoría de grupos parlamentarios votó a favor, a excepción de Perú Libre y Renovación Popular. En consecuencia, superó la supermayoría de 87 votos para la primera aprobación de la reforma constitucional. Para conseguir su aprobación definitiva, deberá conseguir otra supermayoría en la siguiente legislatura o bien ser sometida a referéndum.

## Desenlace
En junio de 2023, la presidenta Dina Boluarte declaró a la prensa que la posibilidad de un adelanto de elecciones estaba descartada y que continuaría trabajando hasta el final de su mandato en julio de 2026. Posteriormente, el 28 de julio de 2024, durante su mensaje a la Nación, la mandataria anunció ante el Congreso que convocaría las elecciones generales en abril de 2025. Sin embargo, con el paso del tiempo, Dina Boluarte cambió de opinión y en 11 ocasiones prefirió que siguiera gobernando hasta 2026.